# Psilalcis
Psilalcis is een geslacht van vlinders van de familie spanners (Geometridae), uit de onderfamilie Ennominae.

## Soorten
- P. diniphas Wehrli, 1953
- P. ectocampe Wehrli, 1953
- P. eubostryx Wehrli, 1953
- P. eupinara Wehrli, 1953
- P. galsworthyi Sato, 1996
- P. inceptaria Walker, 1866
- P. postmaculata Inoue, 1956
- P. rantaizana Wileman, 1911